# 박봄
박봄(1984년 3월 24일 ~ )은 대한민국의 가수로, 과거 걸 그룹 2NE1의 메인보컬이었다.

## 생애
박봄은 1984년 3월 24일 대한민국 서울특별시에서 2녀 중 둘째로 태어났다. 박봄은 어렸을 때부터 노래 부르는 것을 좋아해 동요 대회 같은 곳에도 많이 참여했고, 많은 노래들을 따라부르며 가수의 꿈을 키웠다. 박봄은 초등학교 6학년 때 미국으로 유학을 떠났고, 메인주에 있는 사립 고등학교를 졸업한 뒤, 레슬리 대학교 심리학을 전공하고 있었지만, 가수가 되기 위해 부모님 몰래 버클리 음악 대학으로 학적을 옮겼다. 이후 박봄은 2002년 가수가 되기 위해 YG 엔터테인먼트의 오디션을 치렀으나, 3년 동안 계속 고배를 마셨다. 하지만, 끝까지 오디션을 도전했고 그 결과 2005년에 합격해 YG 엔터테인먼트에서 본격적인 트레이닝을 받았다.
이후 2006년 박봄은 이효리, 이준기와 함께 애니콜 프로모션의 일환으로 애니스타라는 뮤직비디오 형식의 CF에 가수를 꿈꾸는 소녀 역으로 출연했다. 당시 박봄은 "가짜 이효리"로 불리며 큰 화제가 되었고, 2007년 박진영이 작곡한 첫 솔로 곡 〈허수아비〉를 빅뱅의 전국 투어 콘서트 원츄 (Want You)에 게스트로 출연해 선보였다.
이후 2009년 빅뱅과 함께 2NE1의 멤버로써 '롤리팝' 광고로 데뷔하며 2NE1에서 메인보컬로 활동하며 2009년 10월 28일 솔로 싱글 〈You And I〉를 발표했다. 2011년 4월 21일 〈You And I〉에 이은 솔로 싱글 〈Don't Cry〉를 발표하여 각종 차트를 장악했다.

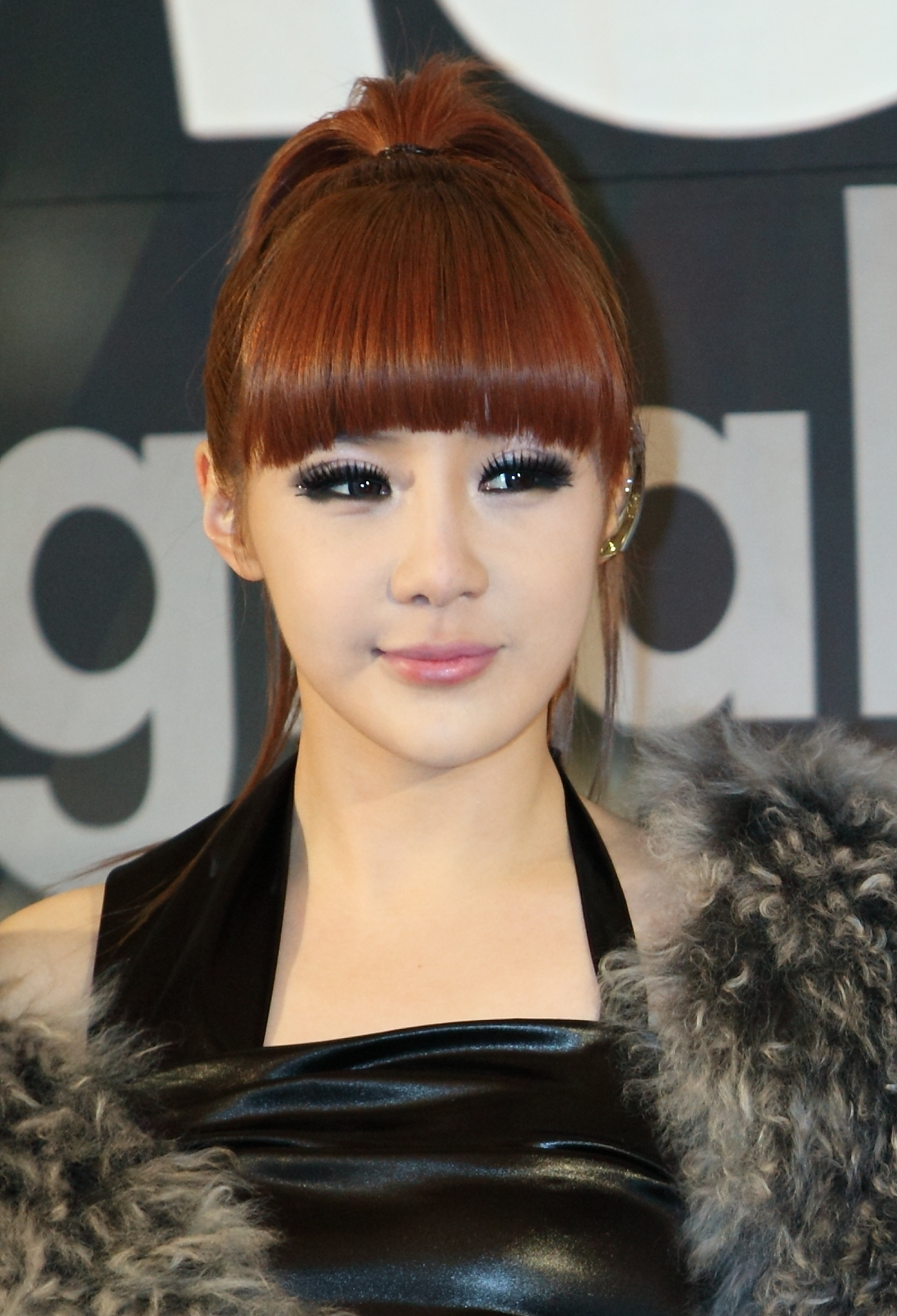
2010년 모습

2013년 11월 20일, 2NE1의 싱글 〈그리워해요〉 발매를 앞두고 신비로운 비주얼이 담긴 티저를 공개했다.
2016년 11월 2NE1의 해체와 함께 YG 엔터테인먼트와의 전속 계약을 종료하였으며, 2018년 7월 디네이션 엔터테인먼트와 계약하였다. 2019년 3월 13일 싱글 앨범 〈Spring〉으로 컴백하였다.
2019년 Mnet 퀸덤을 통해서 컴백을 하였다.

## 음악 스타일 및 영향
박봄은 주로 R&B를 자신의 주 장르로 내세운다. 《동아닷컴》에서는 한국에서 나올 수 없는 음색이라고 말했는데, "고음의 안정감과 두터움에 박봄의 장점이 존재한다. 살짝 허스키하기도 한 박봄의 음색은 한국보다는 미국 느낌에 가깝다는 평가가 나올 정도다"라고 했다. 《이즘》의 성원호는 "박봄의 유니크한 보컬도 호부가 또렷이 갈린다. 〈Don't cry〉에서도 템포를 이끄는 비트보다 목소리가 우선 인식된다"라고 말했다.
데뷔 초기 박봄은 이효리를 자신이 닮고 싶은 연예인으로 꼽았다. 이 외에 비욘세 놀스와 머라이어 캐리에게 영향을 받았다고 말했는데, "파워풀한 가창력을 유지하면서도 화려한 퍼포먼스를 동시에 가능한 비욘세가 부럽다."라고 밝혔다. 또한 "고등학교 점심시간 때 머라이어 캐리 노래를 듣고 있었는데 밥을 먹지 않아도 배가 고프지 않을 만큼 머라이어의 음악에 반했던 적이 있었다."라며 가수가 된 계기를 말했다.

## 논란

### 아데랄 밀반입 적발
박봄은 2010년 10월 향정신성의약품으로 지정되어 사용이 금지된 암페타민이 소량 함유된 애더럴을 반입하려다 인천공항세관에 적발되었다. 하지만 마약 함량이 된 애더럴은 정신분열증 치료제이기 때문에 정신건강에 문제가 있는지 우려의 대상이 되기도 했다. 검찰은 이를 구속하지 않고 입건유예 처분을 하였다.
검찰은 아래와 같은 이유로 박봄을 입건유예 처분하였다고 밝혔다. 당시 인천지검 차장검사 김수창과 인천지검 검사장 김학의가 수사를 맡았다.
암페타민이 함유된 애더럴은 미국에서는 처방전을 통해 합법적으로 살 수 있는 약품이고, 박 씨가 미국에서 애더럴을 처방받은 적이 있다는 정황 등을 고려해 입건유예 처리했다.

다음날은 7월 1일 박봄이 속해 있는 2NE1의 소속사 대표 양현석이 아래와 같이 해명했다.
"박봄은 어린 시절 친한 친구가 사고로 세상을 떠나게 된 것을 직접 목격했다"
 "그 이후 수년간 정신과 상담과 심리 치료를 함께 병행해 왔으며 미국의 유명한 대학 병원에서 정식으로 처방해주는 약을 꾸준히 복용해 왔다.
 당시 박봄씨가 미국 대학병원의 진료기록과 처방전 등을 검찰에 제출했고, 이런 정황과 증거가 인정돼 마무리된 일.

이후 언론은 박봄과 같이 지병으로 인하여 가족이 보내주었다고 주장한 아데랄을 받은 혐의의 대기업 간부가 구속 기소된 사실을 보도하였다. 사건 보도 일주일 후인 7월 7일 세계일보는 박봄의 해명 내용인 '대리처방'과 '대한민국으로의 반출'은 미국의 실정법을 어기는 것이라고 보도하였다. 이와 관련하여 법무부 로고송인 '기분 좋은 기본'을 부르며 홍보대사를 맡았던 것이 입건유예를 하는 데 결정적 요인이 아니었냐는 의혹이 있었다. 이 사건으로 박봄을 포함한 2NE1 멤버 모두가 모든 활동을 정지하고 박봄은 자숙 기간을 거치게 되었다. 나머지 2NE1 멤버들은 21일 "SBS 가요대전"에서 공연함에 따라 2집 앨범 활동을 마무리지었다.
이로 인해 모든 방송 및 연예인으로서 활동을 중단하고 자숙 기간을 거치게 되었는데, 2015년 12월 2일에 열린 엠넷 아시안 뮤직 어워드에 자신의 소속 그룹인 2NE1 구성원들과 함께 출연하여 논란이 일었다.

## 음반 목록
싱글
- 《Anystar Part 2》 (2007년)
- 《You And I》 (2009년)
- 《DON'T CRY》 (2011년)
- 《All I Want For Christmas Is You》 (2013년)
- 《Spring》 (2019)
- 《re blue rose》 (2019)
- 《되돌릴수없는 돌아갈수없는 돌아갈곳없는》 (2019)
- 《첫눈》 (2019) with 산다라박
- 《도레미파솔》 (2021)
- 《아이(I)》 (2023)

피처링
- BIGBANG - "We Belong Together" (2006년)
- BIGBANG - "Forever With U" (2006년)
- Red Roc (레드락) - "Along My Way" (2007년)
- Lexy (렉시) - "Baby Boy" (2007년)
- GD&TOP - "Oh Yeah" (2010년)
- GG (박명수&G-DRAGON)- "바람났어" (2011년, 무한도전 서해안고속도로 가요제)
- 에픽하이 - "Up" (2012년)
- MC몽 - "샤넬" (2019년)

## 출연 작품
| 연도 | 제목         | 역할        | 비고   |
| ---- | ------------ | ----------- | ------ |
| 2009 | 《걸프렌즈》 | 파티 게스트 | 카메오 |

| 연도 | 방송사 | 제목                         | 비고         |
| ---- | ------ | ---------------------------- | ------------ |
| 2014 | SBS    | 《룸메이트》                 |              |
| 2019 | Mnet   | 《퀸덤》                     | 고정 출연    |
| 2020 | MBC    | 《미스터리 음악쇼 복면가왕》 | 235회 참가자 |
| 2020 | tvN    | 《플레이어 2》               | 4회 게스트   |

## 수상 및 후보 목록
| 연도 | 시상식                                | 후보 작품   | 수상 부문        | 결과 |
| ---- | ------------------------------------- | ----------- | ---------------- | ---- |
| 2010 | Mnet 아시안 뮤직 어워드               | "You And I" | 베스트 디지털상  | 수상 |
| 2012 | 제26회 골든디스크                     | "DON'T CRY" | 인기상           | 후보 |
| 2012 | 제26회 골든디스크                     | "DON'T CRY" | 디지털 음원 본상 | 후보 |
| 2019 | 제3회 소리바다 베스트 케이뮤직 어워즈 | 빈칸        | R&B 아티스트상   | 수상 |